# Sant Martí de Casarilh
Sant Martí de Casarilh o Sant Tomàs de Casarilh és una església del poble de Casarilh al municipi de Vielha e Mijaran (Vall d'Aran) inclosa a l'Inventari del Patrimoni Arquitectònic de Catalunya.

## Descripció
Església de planta rectangular amb absis orientat a l'est. Originàriament sembla que disposava d'un porxo en el costat Nord. Aquest fou tancat i convertit en capella durant el segle passat. L'any 1731 es comença a aixecar un massís campanar adossat als peus de l'església. Sobre la porta d'entrada hi ha una inscripció: RECTOR 1747 MOSÈN PAU VIDAL. També s'adossà l'absis un cos rectangular a mode de sagristia.
Estela paleocristiana
Estela sepulcral de marbre blanc de 95 cm de llarg per 58 cm d'alçada. Al seu interior i en baix relleu hi ha tres cercles tangents. A l'interior del cercle central hi ha el monograma de Crist amb l'alfa i l'omega invertides. Al cercle lateral dret apareix una creu grega unida per un suport al cercle. Al lateral esquerre hi ha una roseta de quatre puntes. Sobre la intersecció dels cercles apareixen dos flors de lis esquemàtiques, mentre que sota d'aquests hi ha dues estranyes estructures escalonades sota les quals hi ha dos caps humans, un femení i un altre masculí, de tosca factura.
Probablement formava part d'un frontal de sarcòfag, d'un tipus molt freqüent a la Vall d'Aran, Pallars, Cominges i Couserans.

## Història
Construcció originàriament romànica, però fou objecte de nombroses modificacions. L'any 1731 s'iniciaren les obres de construcció del campanar i foren acabades l'any 1747.